# Тенісні турніри – 2008
| Серія               | Дата          | Місце проведення                              | Призовий фонд  | Переможець в одиночному розряді                   |
| ------------------- | ------------- | --------------------------------------------- | -------------- | ------------------------------------------------- |
| АТР                 | 31.12 — 06.01 | Аделаїда, Австралія, хард                     | $ 465 000      | Мішель Ллодра (Франція)                           |
| АТР                 | 31.12 — 06.01 | Доха, Катар, хард                             | $ 1 049 000    | Енді Маррей (Велика Британія)                     |
| АТР                 | 31.12 — 06.01 | Ченнаї, Індія, хард                           | $ 436 000      | Михайло Южний (Росія)                             |
| WTA                 | 31.12 — 06.01 | Голд-Кост, Австралія, хард                    | $ 175 000      | Лі На (Китай)                                     |
| WTA                 | 31.12 — 06.01 | Окленд, Нова Зеландія, хард                   | $ 145 000      | Ліндсі Девенпорт (США)                            |
| АТР                 | 07.01 — 13.01 | Окленд, Нова Зеландія, хард                   | $ 464 000      | Філіпп Кольшрайбер (Німеччина)                    |
| АТР                 | 07.01 — 13.01 | Сідней, Австралія, хард                       | $ 465 000      | Дмитро Турсунов (Росія)                           |
| WTA                 | 07.01 — 13.01 | Сідней, Австралія, хард                       | $ 600 000      | Жустін Енен (Бельгія)                             |
| WTA                 | 07.01 — 13.01 | Хобарт, Австралія, хард                       | $ 170 000      | Елені Даніліду (Греція)                           |
| Великий шолом       | 14.01 — 27.01 | Відкритий чемпіонат Австралії, Мельбурн, хард | AUD 20 600 000 | Новак Джокович (Сербія) Марія Шарапова (Росія)    |
| АТР                 | 28.01 — 03.02 | Вінья-дель-Мар, Чилі, ґрунт                   | $ 462 000      | Фернандо Гонсалес (Чилі)                          |
| Кубок Федерації     | 02.02 — 03.02 | 1/4 фінал                                     | -              | -                                                 |
| WTA                 | 4.02 — 10.02  | Париж, Франція, килим                         | $ 600 000      | Анна Чакветадзе (Росія)                           |
| WTA                 | 4.02 — 10.02  | Паттая, Таїланд, хард                         | $ 170 000      | Агнешка Радванська (Польща)                       |
| Кубок Девиса        | 8.02-10.02    | Перший раунд                                  | -              | -                                                 |
| ATP                 | 11.02 — 17.02 | Марсель, Франція, килим                       | € 534 000      | Енді Маррей (Велика Британія)                     |
| ATP                 | 11.02 — 17.02 | Коста-ду-Суп, Бразилія, ґрунт                 | $ 485 000      | Ніколас Альмагро (Іспанія)                        |
| ATP                 | 11.02 — 17.02 | Делрей-Біч, США , хард                        | $ 436 000      | Кей Нішікорі (Японія)                             |
| WTA                 | 11.02 — 17.02 | Антверпен, Бельгія, килим                     | $ 600 000      | Жустін Енен (Бельгія)                             |
| WTA                 | 11.02 — 17.02 | Вінья-дель-Мар, Чилі, ґрунт                   | $ 200 000      | Флавія Пенетта (Італія)                           |
| ATP                 | 18.02 — 24.02 | Роттердам (Нідерланди), килим                 | € 824 000      | Мішель Ллодра (Франція)                           |
| ATP                 | 18.02 — 24.02 | Сан-Хосе, США, килим                          | $ 436 000      | Енді Роддік (США)                                 |
| ATP                 | 18.02 — 24.02 | Буенос-Айрес (Аргентина), ґрунт               | $ 466 000      | Давід Налбандян (Аргентина)                       |
| WTA                 | 18.02 — 24.02 | Доха, Катар, хард                             | $ 2 500 000    | Марія Шарапова (Россия)                           |
| WTA                 | 18.02 — 24.02 | Богота, Колумбія, ґрунт                       | $ 185 000      | Нурія Льягостера Вівес (Іспанія)                  |
| ATP                 | 25.02 — 02.03 | Мемфіс, США, килим                            | $ 769 000      | Стів Дарсіс (Бельгія)                             |
| ATP                 | 25.02 — 02.03 | Акапулько, Мексика, ґрунт                     | $ 794 000      | Ніколас Альмагро (Іспанія)                        |
| ATP                 | 25.02 — 02.03 | Загреб, Хорватія, килим                       | € 370 000      | Сергій Стаховський (Україна)                      |
| WTA                 | 25.02 — 02.03 | Дубаї, ОАЕ, хард                              | $ 1 500 000    | Олена Дементьєва (Росія)                          |
| WTA                 | 25.02 — 02.03 | Акапулько, Мексика, ґрунт                     | $ 180 000      | Флавія Пенетта (Італія)                           |
| WTA                 | 25.02 — 02.03 | Мемфіс, США, килим                            | $ 175 000      | Ліндсі Девенпорт (США)                            |
| ATP                 | 03.03 — 09.03 | Дубаї, ОАЕ, хард                              | $ 1 426 000    | Енді Роддік (США)                                 |
| ATP                 | 03.03 — 09.03 | Лас-Вегас, США, хард                          | $ 436 000      | Сем Куеррі (США)                                  |
| WTA                 | 03.03 — 09.03 | Бангалор, Індія, хард                         | $ 600 000      | Серена Вільямс (США)                              |
| ATP/WTA             | 13.03 — 26.03 | Індіан-Веллс, США, хард                       | $ 3 589 000    | Новак Джокович (Сербія)/ Ана Іванович (Сербія)    |
| ATP/WTA             | 27.03 — 06.04 | Маямі, США, хард                              | $ 3 770 000    | Микола Давиденко (Росія)/Серена Вільямс (США)     |
| WTA                 | 07.04 — 13.04 | Амелія-Айленд, США, ґрунт                     | $ 600 000      | Марія Шарапова (Росія)                            |
| Кубок Девіса        | 11.04 — 13.04 | 1/4 фіналу                                    | -              | -                                                 |
| ATP                 | 14.04 — 20.04 | Ешторіл, Португалія, ґрунт                    | € 370 000      | Роджер Федерер (Швейцарія)                        |
| ATP                 | 14.04 — 20.04 | Валенсія, Іспанія, ґрунт                      | € 370 000      | Давід Феррер (Іспанія)                            |
| ATP                 | 14.04 — 20.04 | Х'юстон, США, ґрунт                           | $ 436 000      | Марсель Гранольерс (Іспанія)                      |
| WTA                 | 14.04 — 20.04 | Чарльстон, США, ґрунт                         | $ 1 340 000    | Серена Вільямс (США)                              |
| WTA                 | 14.04 — 20.04 | Ешторіл, Португалія, ґрунт                    | $ 145 000      | Марія Кириленко (Росія)                           |
| ATP                 | 21.04 — 27.04 | Монако, ґрунт                                 | € 2 270 000    | Рафаель Надаль (Іспанія)                          |
| Кубок Федерації     | 26.04 — 27.04 | 1/2 финала                                    | -              | -                                                 |
| ATP                 | 28.04 — 04.05 | Барселона, Іспанія, ґрунт                     | € 824 000      | Рафаель Надаль (Іспанія)                          |
| ATP                 | 28.04 — 04.05 | Мюнхен, Німеччина, ґрунт                      | € 370 000      | Фернандо Гонсалес (Чилі)                          |
| WTA                 | 28.04 — 04.05 | Фес, Марокко, ґрунт                           | $ 145 000      | Хісела Дулко (Аргентина)                          |
| WTA                 | 28.04 — 04.05 | Прага, Чехія, ґрунт                           | $ 145 000      | Віра Звонарьова (Росія)                           |
| ATP                 | 05.05 — 11.05 | Рим, Італія, ґрунт                            | € 2 270 000    | Новак Джокович (Сербія)                           |
| WTA                 | 05.05 — 11.05 | Берлин, Німеччина, ґрунт                      | $ 1 340 000    | Дінара Сафіна (Росія)                             |
| ATP                 | 12.05 — 18.05 | Гамбург, Німеччина, ґрунт                     | € 2 270 000    | Рафаель Надаль (Іспанія)                          |
| WTA                 | 12.05 — 18.05 | Рим, Італія, ґрунт                            | $ 1 340 000    | Єлена Янкович (Сербія)                            |
| ATP                 | 19.05 — 25.05 | Портшах, Австрія, ґрунт                       | € 370 000      | Микола Давиденко (Росія)                          |
| ATP                 | 19.05 — 25.05 | Касабланка, Марокко, ґрунт                    | $ 370 000      | Жіль Сімон (Франція)                              |
| ATP                 | 19.05 — 25.05 | Командний чемпіонат світу, Німеччина          | € 1 500 000    | Швеція                                            |
| WTA                 | 19.05 — 25.05 | Стамбул, Туреччина, ґрунт                     | $ 200 000      | Агнешка Радванська (Польща)                       |
| WTA                 | 19.05 — 25.05 | Страсбург, Франція, ґрунт                     | $ 175 000      | Анабель Медіна Гаррігес (Іспанія)                 |
| Великий шолом       | 26.05 — 08.06 | «Ролан Гаррос», Париж, Франція, ґрунт         | € 15 575 960   | Рафаель Надаль (Іспанія)/ Ана Іванович (Сербія)   |
| ATP                 | 9.06 — 15.06  | Лондон, Велика Британія, трава                | € 713 000      | Рафаель Надаль (Іспанія)                          |
| ATP                 | 9.06 — 15.06  | Варшава, Польща, ґрунт                        | € 425 000      | Микола Давиденко (Росія)                          |
| ATP                 | 9.06 — 15.06  | Галле, Німеччина, трава                       | € 713 000      | Роджер Федерер (Швейцарія)                        |
| WTA                 | 09.06 — 15.06 | Бірмінгем, Велика Британія, трава             | $ 200 000      | Катерина Бондаренко (Україна)                     |
| WTA                 | 09.06 — 15.06 | Барселона, Іспанія, ґрунт                     | $ 145 000      | Марія Кириленко (Росія)                           |
| ATP                 | 16.06 — 22.06 | Хертогенбош, Нідерланди, трава                | € 370 000      | Давид Феррер (Іспанія)                            |
| ATP                 | 16.06 — 22.06 | Ноттингем, Велика Британія, трава             | € 370 000      | Іво Карлович (Хорватія)                           |
| WTA                 | 16.06 — 22.06 | Істбурн, Велика Британія, трава               | $ 600 000      | Агнешка Радванська (Польща)                       |
| WTA                 | 16.06 — 22.06 | Хертогенбош, Нідерланди, трава                | € 175 000      | Тамарін Танасугарн (Таїланд)                      |
| Великий шолом       | 23.06 — 06.07 | Вімблдон, Велика Британія, трава              | 11 812 000     | Рафаель Надаль (ІспанІя)/ Венус Вільямс           |
| ATP                 | 07.07 — 13.07 | Штутгарт, Німеччина, ґрунт                    | € 568 000      | Хуан-Мартін Дель Потро (Аргентина)                |
| ATP                 | 07.07 — 13.07 | Гштадт, Швейцарія, ґрунт                      | € 389 000      | Віктор Ханеску (Румунія)                          |
| ATP                 | 07.07 — 13.07 | Бастад, Швеція, ґрунт                         | € 326 000      | Томмі Робредо (Іспанія)                           |
| ATP                 | 07.07 — 13.07 | Ньюпорт, США, хард                            | $ 385 000      | Фабріс Санторо (Франція)                          |
| WTA                 | 07.07 — 13.07 | Будапешт, Угорщина, ґрунт                     | $ 175 000      | Алізе Корне (Франція)                             |
| WTA                 | 07.07 — 13.07 | Палермо, Італія, ґрунт                        | $ 145 000      | Сара Еррані (Італія)                              |
| ATP                 | 14.07 — 20.07 | Кітцбюель, Австрія, ґрунт                     | € 571 000      | Хуан-Мартін Дель Потро (Аргентина)                |
| ATP                 | 14.07 — 20.07 | Амерсфурт, Нідерланди, ґрунт                  | € 326 000      | Алберт Монтанес (Іспанія)                         |
| ATP                 | 14.07 — 20.07 | Умаг, Хорватія, ґрунт                         | € 326 000      | Фернандо Вердаско (Іспанія)                       |
| ATP                 | 14.07 — 20.07 | Індіанаполіс, США, хард                       | $ 525 000      | Жіль Сімон (Франція)                              |
| WTA                 | 14.07 — 20.07 | Стенфорд, США, хард                           | $ 600 000      | Александра Возняк (Канада)                        |
| WTA                 | 14.07 — 20.07 | Бад Гаштайн, Австрія, ґрунт                   | $ 175 000      | Полин Пармент'є (Франція)                         |
| ATP                 | 21.07 — 27.07 | Монреаль, Канада, хард                        | $ 2 615 000    | Рафаель Надаль (Іспанія)                          |
| WTA                 | 21.07 — 27.07 | Лос-Анжелес, США, хард                        | $ 600 000      | Дінара Сафіна (Росія)                             |
| WTA                 | 21.07 — 27.07 | Порторож, Словенія, хард                      | $ 145 000      | Сара Еррані, Італія                               |
| ATP                 | 28.07 — 03.08 | Цинцинаті, США, хард                          | $ 2 615 000    | Енді Маррей (Велика Британія)                     |
| WTA                 | 28.07 — 03.08 | Монреаль, Канада, хард                        | $ 1 340 000    | Дінара Сафіна (Росія)                             |
| WTA                 | 28.07 — 03.08 | Стокгольм, Швеція, хард                       | $ 145 000      | Каролін Возняцкі (Дання)                          |
| ATP                 | 04.08 — 10.08 | Лос-Анжелес, США, хард                        | $ 475 000      | Хуан-Мартін Дель Потро (Аргентина)                |
| Олімпійський турнір | 11.08 — 17.08 | Пекін, Китай, хард                            | -              | Рафаель Надаль (Іспанія)/Олена Дементьєва (Росія) |
| ATP                 | 11.08 — 17.08 | Вашингтон, США, хард                          | $ 508 000      | Хуан-Мартін Дель Потро (Аргентина)                |
| АТР                 | 18.08 — 24.08 | Нью-Хейвен, США, хард                         | $ 708 000      | Марін Чілич (Хорватія)                            |
| WTA                 | 18.08 — 24.08 | Нью-Хейвен, США, хард                         | $ 600 000      | Каролін Возняцкі (Данія)                          |
| WTA                 | 18.08 — 24.08 | Форрест Хілл, США, хард                       | $ 74 800       | Луція Шафаржова (Чехія)                           |
| Великий шолом       | 25.08 — 08.09 | Відкритий чемпіонат США, Нью-Йорк, хард       | $ 20 500 000   | Роджер Федерер (Швейцарія)/Серена Вільямс (США)   |
| ATP                 | 08.09 — 14.09 | Бухарест, Румунія, ґрунт                      | € 370 000      | Жіль Сімон (Франція)                              |
| WTA                 | 08.09 — 14.09 | Бали, Індія, хард                             | $ 225 000      | Патті Шнідер (Швейцарія)                          |
| Кубок Федерації     | 12.09 — 14.09 | Фінал                                         | -              | Росія                                             |
| WTA                 | 15.09 — 21.09 | Токіо, Японія, хард                           | $ 1 340 000    | Дінара Сафіна (Росія)                             |
| WTA                 | 15.09 — 21.09 | Гуанчжоу, Китай, хард                         | $ 175 000      | Віра Звонарьова (Росія)                           |
| Кубок Девиса        | 19.09 — 21.09 | 1/2 фінал                                     | -              | -                                                 |
| ATP                 | 22.09 — 28.09 | Пекін, Китай, хард                            | $ 524 000      | Енді Роддік (США)                                 |
| ATP                 | 22.09 — 28.09 | Бангкок, Таїланд, килим                       | $ 576 000      | Жо-Вілфрід Тсонга (Франція)                       |
| WTA                 | 22.09 — 28.09 | Пекін, Китай, хард                            | $ 600 000      | Єлена Янкович (Сербія)                            |
| WTA                 | 22.09 — 28.09 | Сеул, Корея, хард                             | $ 145 000      | Марія Кириленко (Росія)                           |